# Colibri coruscans
Colibri coruscans е вид птица от семейство Колиброви (Trochilidae).

## Разпространение
Видът е разпространен в Аржентина, Боливия, Бразилия, Венецуела, Гвиана, Еквадор, Колумбия, Перу и Чили.